# PCBP2
PCBP2 (англ. Poly(rC) binding protein 2) – білок, який кодується однойменним геном, розташованим у людей на короткому плечі 12-ї хромосоми. Довжина поліпептидного ланцюга білка становить 365 амінокислот, а молекулярна маса — 38 580.
| 10         |  | 20         |  | 30         |  | 40         |  | 50         |
| ---------- |  | ---------- |  | ---------- |  | ---------- |  | ---------- |
| MDTGVIEGGL |  | NVTLTIRLLM |  | HGKEVGSIIG |  | KKGESVKKMR |  | EESGARINIS |
| EGNCPERIIT |  | LAGPTNAIFK |  | AFAMIIDKLE |  | EDISSSMTNS |  | TAASRPPVTL |
| RLVVPASQCG |  | SLIGKGGCKI |  | KEIRESTGAQ |  | VQVAGDMLPN |  | STERAITIAG |
| IPQSIIECVK |  | QICVVMLETL |  | SQSPPKGVTI |  | PYRPKPSSSP |  | VIFAGGQDRY |
| STGSDSASFP |  | HTTPSMCLNP |  | DLEGPPLEAY |  | TIQGQYAIPQ |  | PDLTKLHQLA |
| MQQSHFPMTH |  | GNTGFSGIES |  | SSPEVKGYWG |  | LDASAQTTSH |  | ELTIPNDLIG |
| CIIGRQGAKI |  | NEIRQMSGAQ |  | IKIANPVEGS |  | TDRQVTITGS |  | AASISLAQYL |
| INVRLSSETG |  | GMGSS      |  |            |  |            |  |            |

A: Аланін

C: Цистеїн

D: Аспарагінова кислота

E: Глутамінова кислота

F: Фенілаланін

G: Гліцин

H: Гістидин

I: Ізолейцин

K: Лізин

L: Лейцин

M: Метіонін

N: Аспарагін

P: Пролін

Q: Глутамін

R: Аргінін

S: Серин

T: Треонін

V: Валін

W: Триптофан

Кодований геном білок за функціями належить до рибонуклеопротеїнів, фосфопротеїнів. 
Задіяний у таких біологічних процесах, як імунітет, вроджений імунітет, реплікація вірусних РНК, противірусний захист, альтернативний сплайсинг. 
Білок має сайт для зв'язування з ДНК, РНК. 
Локалізований у цитоплазмі, ядрі.